# Liste der Monuments historiques in Wadelincourt
Die Liste der Monuments historiques in Wadelincourt führt die Monuments historiques in der französischen Gemeinde Wadelincourt auf.

## Liste der Objekte
| Bezeichnung               | Beschreibung                                                                   | Standort                        | Kennzeichnung | Schutzstatus | Datum | Bild |
| ------------------------- | ------------------------------------------------------------------------------ | ------------------------------- | ------------- | ------------ | ----- | ---- |
| Skulptur Madonna mit Kind | Holz, 18. Jahrhundert; im Départementsarchiv in Charleville-Mézières deponiert | in der Kirche Notre-Dame (Lage) | PM08001140    | Inscrit      | 1978  |      |
| Skulptur Heiliger Blasius | Holz, 16. oder 17. Jahrhundert                                                 | in der Kirche Notre-Dame (Lage) | PM08000610    | Classé       | 1970  |      |